# Angry Birds Rio
Angry Birds Rio er et spil i Angry Birds-serien. Spillet blev lanceret i samarbejde med filmen Rio.
Spillet blev lanceret sammen med filmene Rio og Rio 2.

## Forhistorie
Fuglene passer som sædvanligt på deres æg. Men pludselig kommer en helikopter og kaster et jernbur over dem, så et træbur og efterfølgende bliver der også kastet et metalbur ned over dem. Herefter bliver de transporteret til Brasiliens kystby Rio de Janeiro. Her bliver de smidt ned i et gammelt varehus. De finder så ud af at de er blevet fanget af en dusørjæger. Fuglene er efterlyst for 100.000 $. Fuglene slipper efterfølgende ud men opdager til deres forskrækkelse hvor mange andre fugle der også er taget til fange.

## Nyt
Som noget nyt har spillet indført 3-D effekt.

### Awards
De kendte Golden eggs er blevet afskaffet og erstattet af de såkaldte Awards. Man får dem ved at skyde dem ned. Der er 15 af dem i hver verden.

#### Andre
Du kan også for hver verden få et trofæ for en bedrift f.eks et gyldent fuglebur for at befri hovedpersonen i filmen Rio og hans kæreste.

### Modstandere
Også de grønne grise er blevet afskaffet, men de er blevet erstattet af forskellige missioner:
- Smugglers' den her skal du befri andre fugle som også er fanget.
- Jungle escape dusørjægeren har valgt at sende aber efter dig for at fange dig. Hvilket betyder du skal skyde aberne ned.
- Beach Volley du skal stadig skyde aberne ned.
- Carnival Unpheaval din mission er stadig at skyde aber ned.
- Airfield Chase her skal du igen befri fugle.